# Morte de Tancredo Neves
A morte de Tancredo Neves, então presidente eleito do Brasil, ocorreu em 21 de abril de 1985. Inicialmente, a versão oficial informava que a causa da morte foi uma diverticulite, mas apurações posteriores indicaram que se tratava de um leiomioma benigno, mas infectado, a verdadeira causa do óbito teria sido escondida para não divulgar a existência de um tumor, devido ao impacto que a palavra "câncer" poderia provocar à época.
A doença do carismático político prestes a assumir a presidência causou grande comoção e apreensão na população, sendo até divulgada uma foto do presidente eleito ao lado dos médicos para acalmar o país, sua morte teve cerca de duas milhões de pessoas acompanhando o cortejo, ao longo dos anos, foi se descobrindo que houve diversos erros médicos como diagnósticos errados e cirurgias malsucedidas.
A versão oficial, que consta no laudo médico, é que a morte foi por uma infecção generalizada, porém, em 2005, médicos admitiram que o laudo estava incorreto e que a verdadeira causa seria síndrome da resposta inflamatória sistêmica, o que causa controvérsia até os dias atuais.
Com a morte do presidente eleito, o vice-presidente, até então presidente interino, José Sarney, assumiu a presidência de forma definitiva.

## Contexto
Após 21 anos de regime militar, a expectativa era grande de ter o primeiro presidente civil em décadas, eleito indiretamente pelo congresso, Tancredo de Almeida Neves e seu vice, José Sarney tomariam posse em 15 de março de 1985, Tancredo havia se submetido a uma agenda de campanha bastante extenuante, articulando apoios do Congresso Nacional e dos governadores, viajando ao exterior na qualidade de presidente da República. Tancredo vinha sofrendo de fortes dores abdominais durante os dias que antecederam a posse. Aconselhado por médicos a procurar tratamento, teria dito:
| “ | Façam de mim o que quiserem - depois da posse! | ” |

Tancredo temia que os militares da chamada "linha-dura" se recusassem a passar o poder ao vice-presidente. Decidiu só anunciar a doença no dia da posse, 15 de março, quando já estivessem em Brasília os chefes de Estado esperados para a cerimônia, com o que ficaria mais difícil uma ruptura política. A sua grande preocupação com a garantia da posse era respaldada pela frase que ouvira de Getúlio Vargas a esse respeito:
| “ | No Brasil, não basta vencer a eleição, é preciso ganhar a posse! | ” |

Adoeceu com fortes e repetidas dores abdominais durante uma cerimônia religiosa no Santuário Dom Bosco, em Brasília, na véspera da posse em 14 de março de 1985. Foi, às pressas, internado no Hospital de Base do Distrito Federal. Tancredo disse a seu primo Francisco Dornelles, indicado à época para assumir o Ministério da Fazenda, que não se submeteria à operação caso não tivesse a garantia de que Figueiredo empossaria Sarney. Dornelles garantiu ao primo que Sarney seria empossado. As articulações para a posse de Sarney, de acordo com informações compiladas pela Fundação Getúlio Vargas (FGV), já estavam, naquele momento, sob a condução do então presidente da Câmara Ulysses Guimarães (PMDB-SP) e do ex-ministro-chefe da Casa Civil Leitão de Abreu.

### Causa da morte
Devido às complicações cirúrgicas ocorridas — para o que concorreram as péssimas condições ambientais do Hospital de Base do Distrito Federal, o qual estava com a Unidade de Tratamento Intensivo demolida, em obras —, o estado de saúde se agravou, tendo de ser transferido em 26 de março para o Hospital das Clínicas de São Paulo. Um dia antes da transferência, foram divulgadas fotos de Tancredo no hospital, que deram a impressão de que ele estava melhorando, mas horas depois veio a notícia de que Tancredo estava com uma grave hemorragia. Em São Paulo, já muito debilitado e sofrendo, Tancredo teria dito:
| “ | Eu não merecia isso | ” |

Durante todo o período em que ficou internado Tancredo sofreu sete cirurgias, mas não resistiu e faleceu em 21 de abril, aos 75 anos, sem assumir a presidência da República. A morte foi anunciada à população pelo então porta-voz oficial da presidência Antônio Britto:
| “ | Lamento informar que o Excelentíssimo Senhor Presidente da República, Tancredo de Almeida Neves, faleceu esta noite no Instituto do Coração, às 10 horas e 23 minutos [...]. | ” |

A versão oficial informava que fora vítima de uma diverticulite, mas apurações posteriores indicaram que se tratava de um leiomioma benigno, mas infectado. Os médicos esconderam até o fim a existência de um tumor, devido ao impacto que a palavra "câncer" poderia provocar à época. Uma grande parte da população acreditava que Tancredo morreu de infecção generalizada, mas em 2005 os médicos de São Paulo negaram isso.
Em 2010, o pesquisador Luís Mir lançou um livro com depoimentos dos médicos e documentos obtidos no Hospital de Base de Brasília e no Instituto do Coração, em São Paulo, onde Tancredo morreu. No livro, o autor concluiu que Tancredo Neves foi vítima de vários erros médicos e que ele poderia ter tomado posse. Segundo as pesquisas de Luís Mir, na noite de 14 de março um jatinho estava preparado para levar Tancredo a São Paulo, mas os responsáveis em Brasília vetaram a viagem. Ainda segundo o pesquisador, quando foram registradas as fotos de Tancredo no dia 25, que seriam para dar tranquilidade ao país, já havia um forte sangramento, devido a um erro técnico na sutura da primeira cirurgia. Segundo apurou também, uma técnica equivocada atingiu um vaso, causando hemorragia interna no intestino.
Em 2012, os filhos de Tancredo Neves entraram com o pedido de Habeas Data na Justiça Federal de Brasília para que o CFM e o Conselho Regional do Distrito Federal entreguem todas as sindicâncias, inquéritos ético-disciplinares e depoimentos dos médicos referentes a todas as ações tomadas durante o tratamento do político. A família Neves é representada pelo historiador e pesquisador Luís Mir, escritor do livro O paciente, o caso Tancredo Neves, e pelos advogados Juliana Porcaro Bisol, Bruno Prenholato, Cláudia Duarte. Segundo eles, a documentação requerida permitirá uma investigação histórica do que efetivamente aconteceu, inclusive com a identificação dos médicos responsáveis pelo atendimento do presidente. Três anos depois, a documentação ainda não havia sido liberada e Luís Mir disse que iriam pedir a reabertura do processo ao Conselho Federal de Medicina e aos conselhos regionais de Brasília e de São Paulo.

### Enterro e sepultura
O epitáfio que o presidente eleito previra certa vez numa roda de amigos, em conversa no Senado, não chegou a ser gravado na lápide, no cemitério, ao lado da Igreja de São Francisco de Assis, em São João del-Rei:
| “ | Aqui jaz, muito a contragosto, Tancredo de Almeida Neves! | ” |

Seu enterro, em São João del-Rei, foi transmitido em rede nacional de televisão, tendo discursado, à beira do túmulo 85 (que lembra tanto o ano em que foi eleito presidente, quanto o de seu falecimento) o deputado federal Ulysses Silveira Guimarães, na época presidente da Câmara dos Deputados. No cemitério da Igreja de São Francisco há uma placa comemorativa da visita do presidente francês François Mitterrand que conhecera Tancredo, quando este viajara à Europa. Em março de 2008 a sepultura de Tancredo foi violada e a peça de mármore da parte superior do túmulo foi quebrada.

## Consequências

### Sucessão e posse presidencial

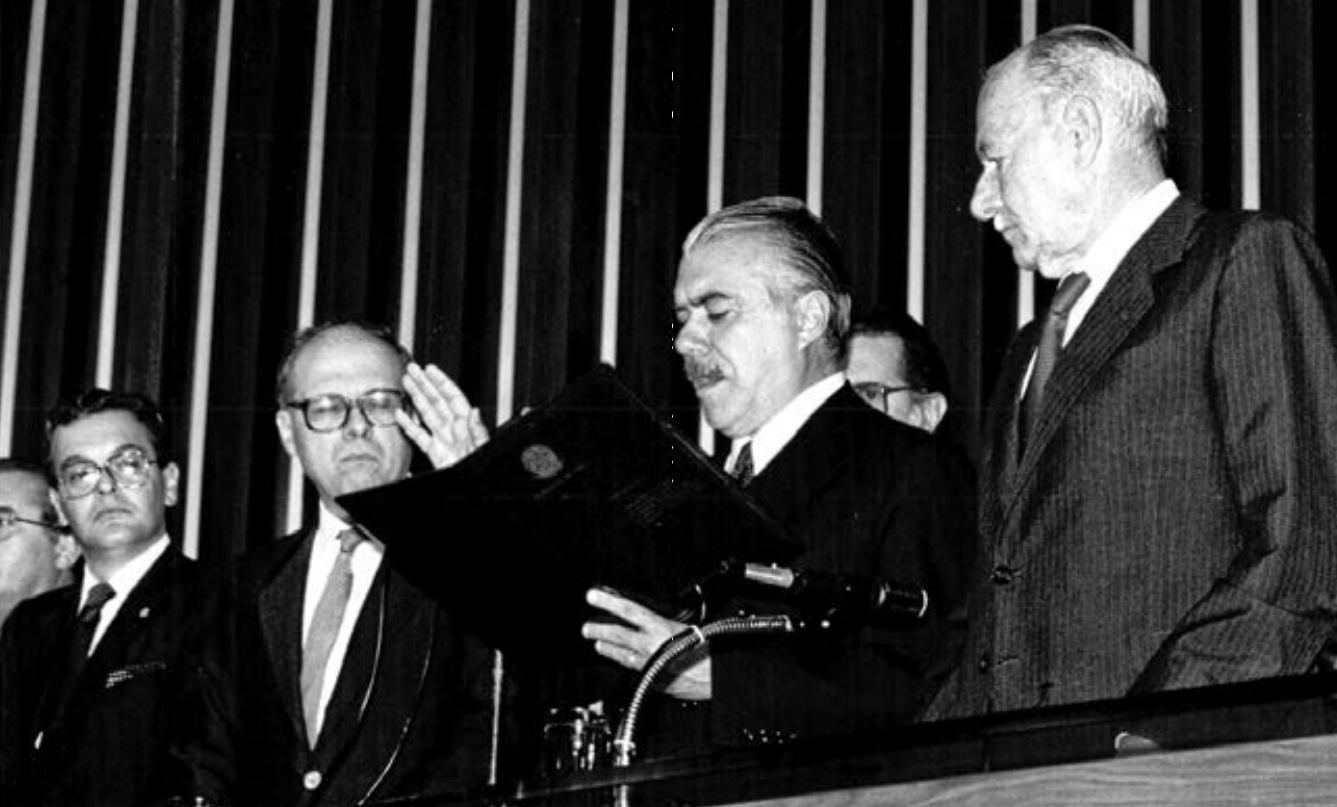
Sarney fazendo juramento, durante sua posse.

Existia grande tensão na época devido à possibilidade de uma interrupção na abertura democrática em andamento. Caso Sarney não assumisse, deveria ser empossado em seu lugar o então presidente da Câmara dos Deputados, Ulysses Guimarães do PMDB, pouco aceito pelos militares. O grande risco era que ocorresse um retrocesso, já que na época os setores militares mais conservadores, a chamada linha-dura, tentavam desestabilizar a redemocratização e manter o regime militar.
Na madrugada de 14 para 15 de março de 1985, em uma reunião em que estavam presentes Ulysses Guimarães, Fernando Henrique Cardoso, Sarney e o ministro do Exército Leônidas Pires Gonçalves, venceu a interpretação da Constituição de 1967, que o vice presidente deveria assumir e na manhã de 15 de março, às 10 horas, o Congresso Nacional deu posse a Sarney.

José Sarney assumiu a Presidência em 15 de março de 1985, jurando a Constituição de 1967, no Congresso Nacional, aguardando o restabelecimento de Tancredo. Leu o discurso de posse que Tancredo havia escrito e que pregava conciliação nacional e a instalação de uma assembleia nacional constituinte.
| “ | Ao assumir esta enorme responsabilidade, o homem público se entrega a destino maior do que todas as suas aspirações, e que ele não poderá cumprir senão como permanente submissão ao povo. A grandeza de um povo pode ser medida pela fraternidade. A coesão nacional, que não deve ser confundida com as manifestações patológicas do nacionalismo extremista, resulta do sentimento de solidariedade da cidadania. Essa solidariedade se expressa na consciência política. Não basta, porém, a consciência da responsabilidade coletiva, se não houver a oportunidade de participação de todos na vida do Estado, que é o instrumento comum da ação social. Não celebramos, hoje, uma vitória política. Esta solenidade não é a do júbilo de uma facção que tenha submetido a outra, mas festa da conciliação nacional, em torno de um programa político amplo, destinado a abrir novo e fecundo tempo ao nosso País. A adesão aos princípios que defendemos não significa, necessariamente, a adesão ao governo que vamos chefiar. Ela se manifestará também no exercício da oposição. Não chegamos ao poder com o propósito de submeter a Nação a um projeto, mas com o de lutar para que ela reassuma, pela soberania do povo, o pleno controle sobre o Estado. A isso chamamos democracia! | ” |

Na cerimônia de transmissão do cargo, no Palácio do Planalto, o presidente João Figueiredo, por sugestão de Leitão de Abreu, então chefe da Casa Civil, não compareceu, não passando a faixa presidencial a José Sarney, porque Sarney entraria no exercício do cargo como substituto e não como sucessor, sendo Gervázio Batista, então fotógrafo oficial do Palácio do Planalto, o responsável pela entrega da faixa ao novo presidente.
Em 28 de junho de 1985, Sarney cumpriu a promessa de campanha de Tancredo Neves e encaminhou ao Congresso Nacional a Mensagem 330, propondo a convocação da Constituinte, que resultou na Emenda Constitucional 26, de 27 de novembro de 1985. Eleitos em novembro de 1986 e empossados em 1.º de fevereiro de 1987, os constituintes iniciaram a elaboração da nova Constituição brasileira de 1988.

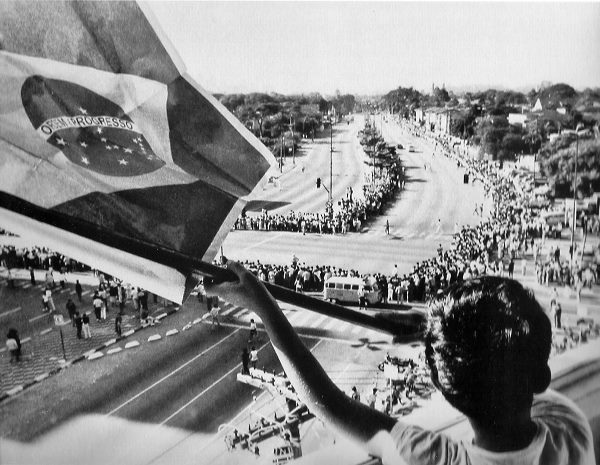
Despedida de Tancredo Neves, Brasília, 22 de abril.

Houve grande comoção nacional, especialmente porque Tancredo Neves era o primeiro civil eleito presidente da república desde 1960, quando Jânio Quadros foi eleito presidente, e era o primeiro político de oposição ao regime militar a ser eleito presidente da república desde o Golpe Militar de 1964. Assumiu a Presidência da República o vice José Sarney, encerrando o período de 6 governos conduzidos por militares. O Brasil, que acompanhara tenso e comovido a agonia do político mineiro, promoveu um dos maiores funerais da história nacional. Calculou-se na época que, entre São Paulo, Brasília, Belo Horizonte e São João del-Rei, mais de dois milhões de pessoas viram passar o esquife. Coração de Estudante, uma canção do cantor mineiro Milton Nascimento, marcou o episódio na memória nacional.
Em 21 de abril de 1986, exatamente um ano após a morte de Tancredo, foi sancionada a lei 7465/1986. A lei determina que Tancredo Neves deve estar na galeria dos Presidentes do Brasil, para todos os efeitos legais. Assim, apesar de Tancredo não ter tomado posse, a lei garantiu a ele o título de Presidente da República.

## Na cultura popular

### Series e minisséries
- A minissérie O Tempo e o Vento prestou uma homenagem póstuma a Tancredo em seu primeiro capítulo.[28]

### Filme
- Céu Aberto, documentário de 1986 dirigido por João Batista de Andrade.[29]
- Tancredo - A Travessia, documentário de 2011 dirigido por Silvio Tendler.[30]
- O Paciente - O Caso Tancredo Neves, filme de 2018 dirigido por Sérgio Rezende.[6]